# Bo Billtén
Bo Ingemar Billtén, född 28 augusti 1929 i Oscars församling, Stockholm, död 25 november 1990 i Täby församling, var en svensk radio- och TV-programledare och producent.

## Verksamhet
Efter akademiska studier anställdes Billtén 1956 vid Sveriges Radios musikavdelning. Han var från 1961 producent för barnprogram på Sveriges Television, bland annat Måndagsposten  och julkalendern Tomtefamiljen i Storskogen samt från 1964 för ungdomsprogrammet Drop in. I februari och december 1967 var han programledare för radioprogrammet Tio i Topp. Från 1969 var han producent för underhållningsprogram på TV1. År 1972 kommenterade Billtén Eurovision Song Contest för Sverige. År 1975 producerade han Eurovision Song Contest och filmen Matulda och Megasen.